# Грасс, Филипп
Филипп Грасс (фр. Philippe Grass, нем. Philipp Graß; 6 мая 1801[…], Вольксайм — 12 апреля 1876, Страсбург) — французский скульптор и художник эльзасского происхождения, представитель классицизма.

## Жизнь и творчество
В 16-летнем возрасте Ф.Грасс поступает в обучение к скульпторам Ландолину Онмахту и Франсуа-Жозефу Бозио. Молодой скульптор создаёт бронзовые статуи генерала Клебера и префекта Андриена де Лези-Марнесия, а также многочисленные скульптуры для Страсбургского собора. В 1820—1823 годах Грасс учится в парижской Школе изящных искусств, затем возвращается в Эльзас. Здесь он становится признанным Скульптором Страсбургского собора и в соборной мастерской восстанавливает и делает копии старых статуй для собора, уничтоженных во время Французской революции. Был другом бретонского писателя Эмиля Сувестра, после смерти которого создал памятник для его могилы на кладбище Пер-Лашез. В 1865 году скульптор становится рыцарем ордена Почётного легиона. В 1870 году, во время осады Страсбурга прусскими войсками, во время Франко-прусской войны, та часть работ Ф.Грасса, что находилась в местном Музее изящных искусств, погибла — когда в результате обстрела прусской артиллерией музей был сожжён.
Скончался Ф.Грасс вследствие инсульта.

## Избранные скульптуры
- Бронзовая статуя генерала Ж.-Б.Клебера (1840)
- Страшный суд, фасад Страсбургского собора
- Икар расправляет крылья (1831), погибла в 1870 году
- Купающаяся Сусанна, (1834)
- Группа Сыновья Ниобы, (1846)
- Молодая крестьянка, (1839)

## Галерея

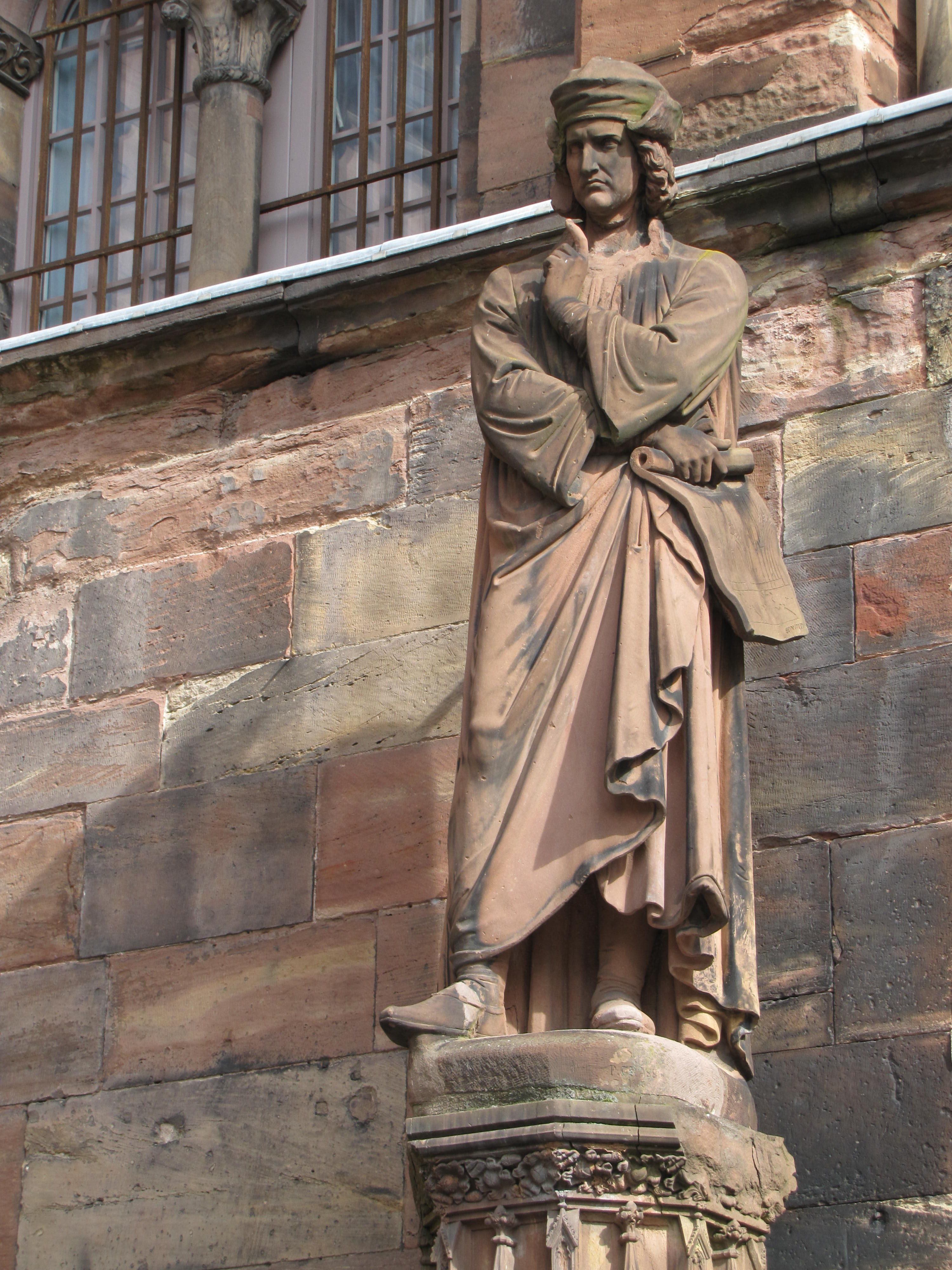
Памятник архитектору Эрвину фон Штейнбаху, Страсбургский собор
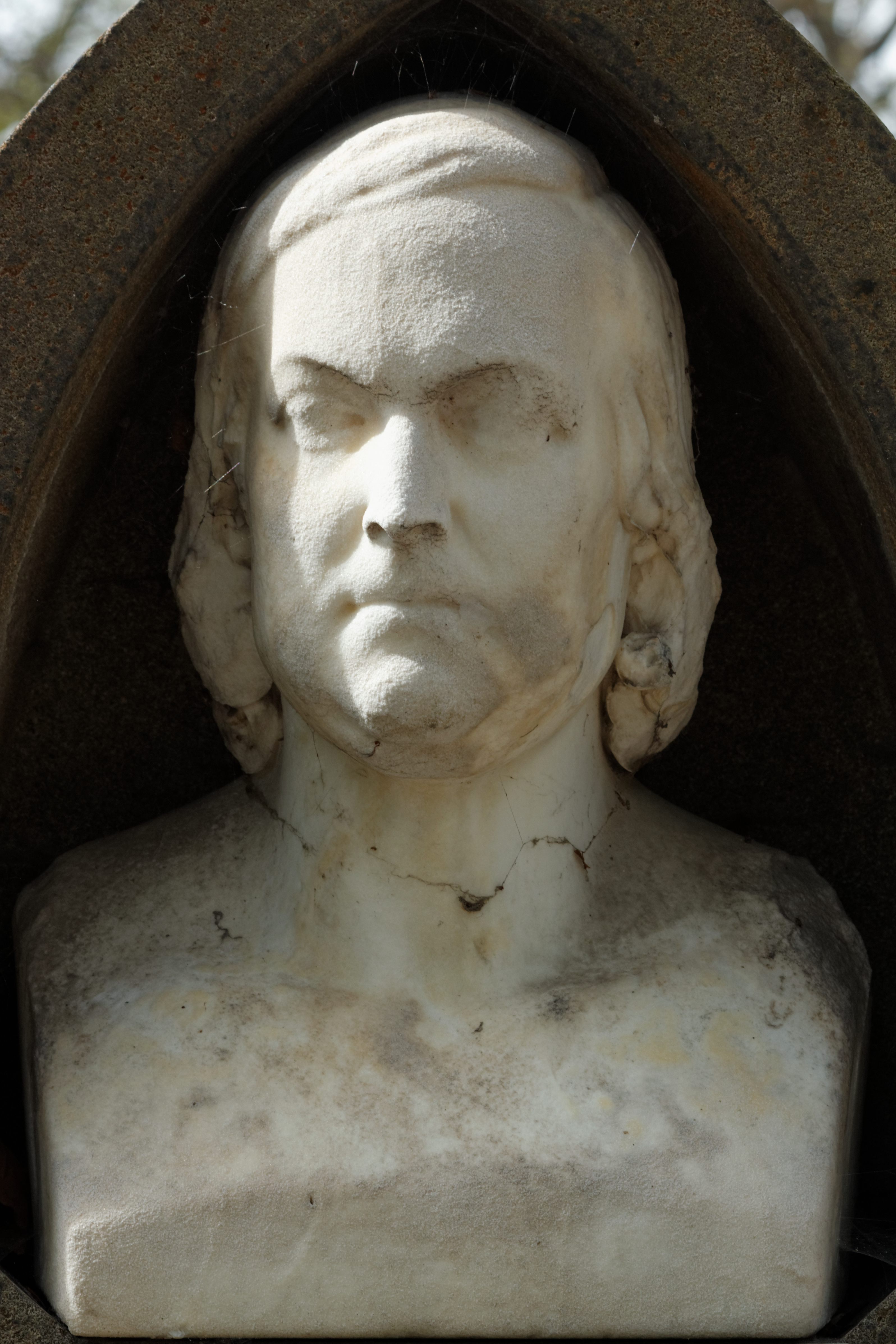
Бюст Э.Сувестра, Париж
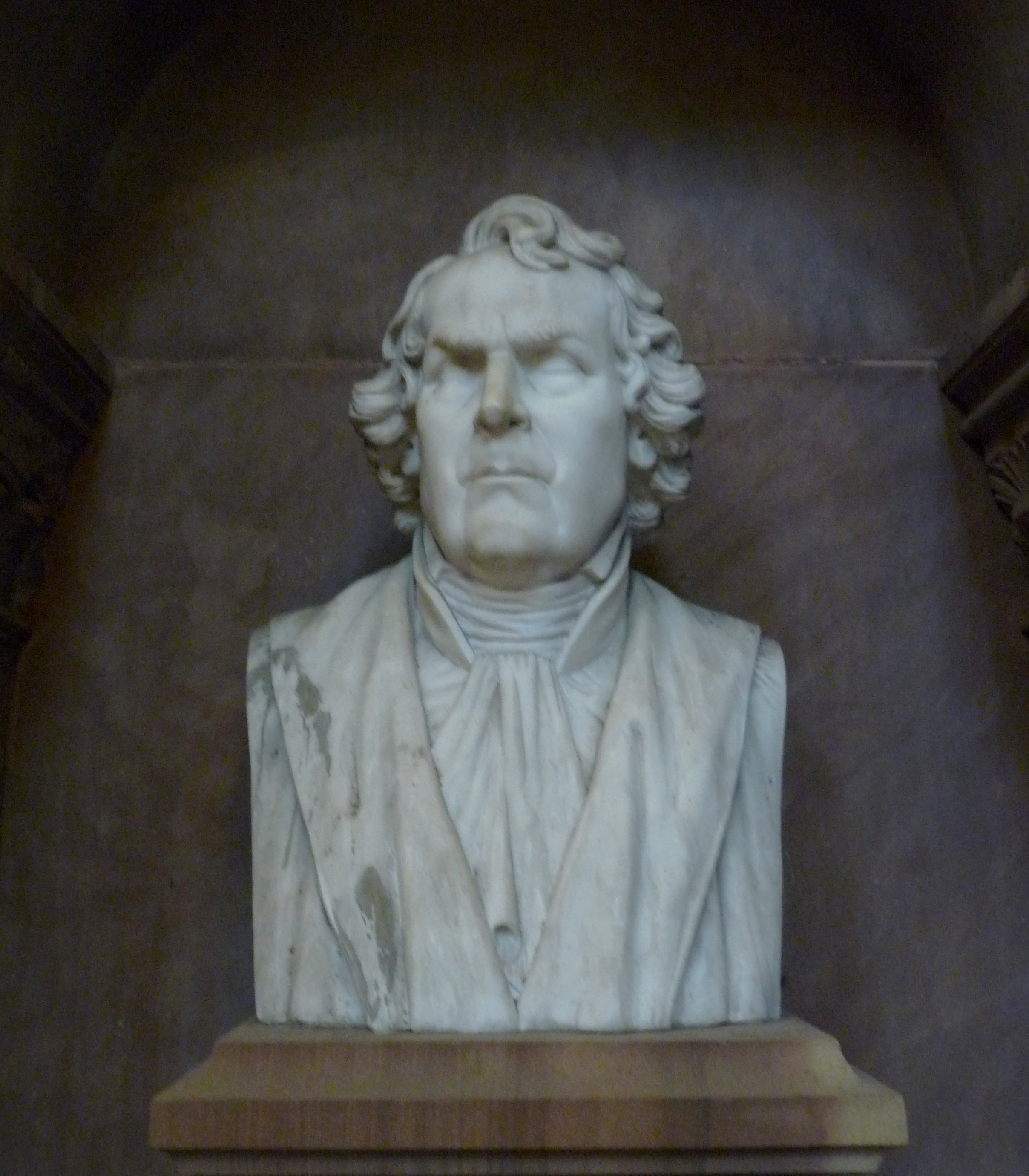
Бюст Ж.-Ф.Бруха
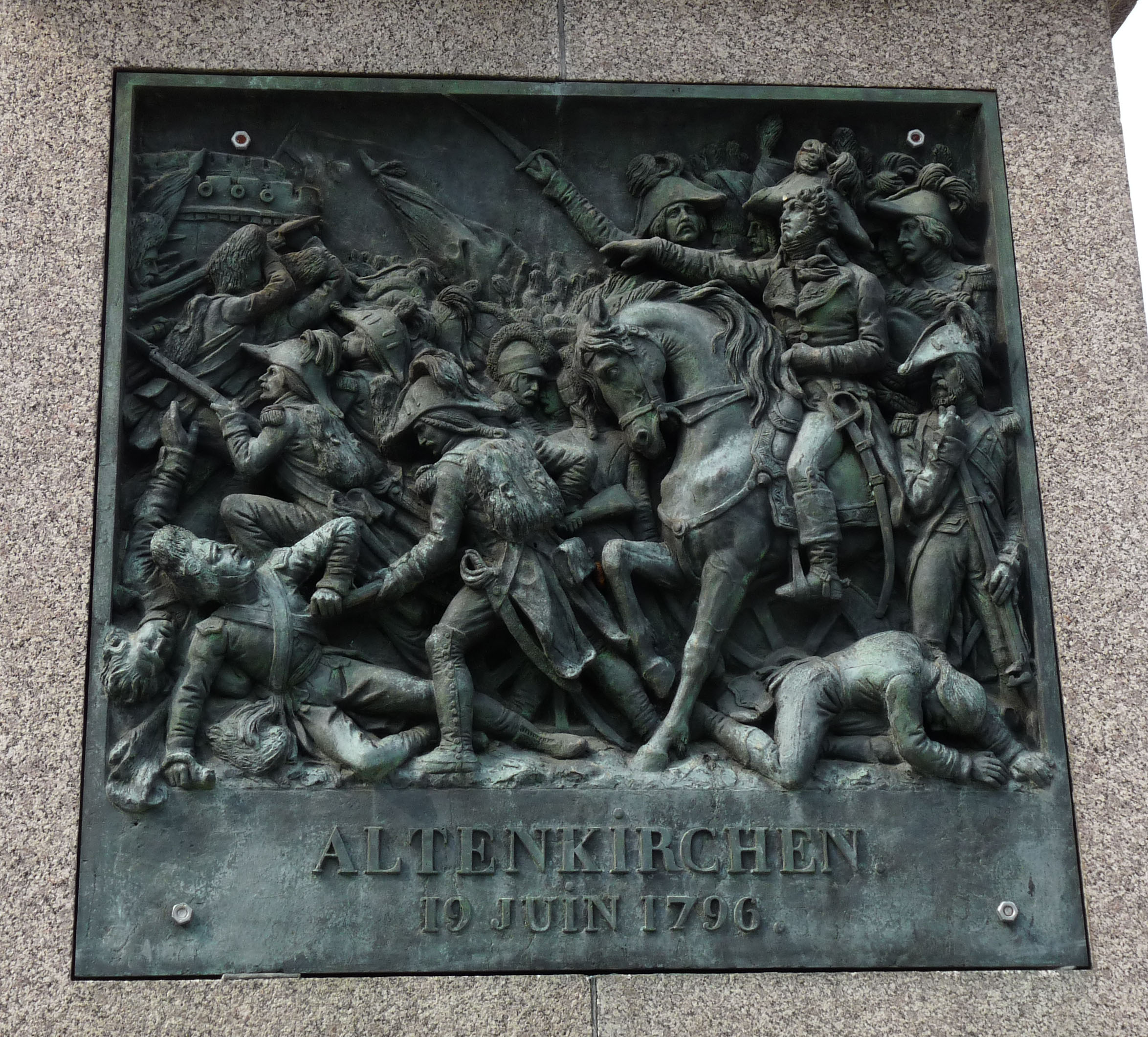
Битва при Альтенкирхене, с памятника генералу Ж.-Б.Клеберу
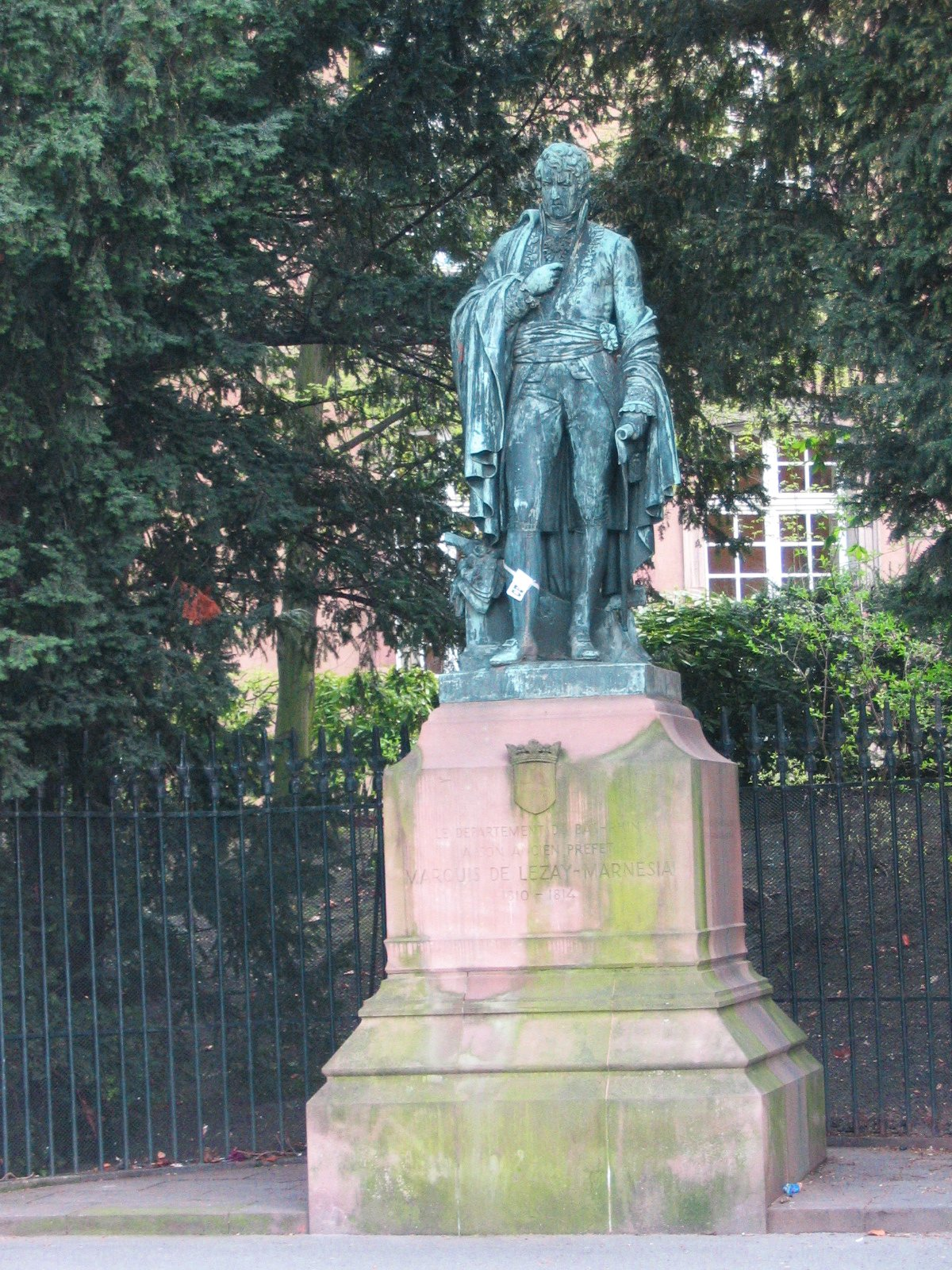
Памятник префекту Андриену де Лези-Марнесия